# دولت اول آنگلا مرکل
دولت نخست آنگلا مرکل (به آلمانی: Kabinett Angela Merkel I) دولت جمهوری فدرال آلمان از ۲۲ نوامبر ۲۰۰۵ تا ۲۷ اکتبر ۲۰۰۹ همزمان با شانزدهمین دوره قانونگزاری مجلس فدرال آلمان بوندستاگ فعال بود. رهبر این دولت آنگلا مرکل از اتحادیه دموکرات مسیحی آلمان بود و اولین زنی بود که در تاریخ آلمان به مقام صدراعظم آلمان می‌رسید. کابینه این دولت ائتلافی از اتحادیه دموکرات مسیحی و حزب خواهر آن در ایالت بایرن، اتحادیه سوسیال مسیحی بایرن به همراه حزب سوسیال دموکرات آلمان بود. این دولت پس از انتخابات فدرال ۲۰۰۵ در آلمان به قدرت رسید و جانشین دولت دوم گرهارد شرودر شد و در روز ۲۸ اکتبر ۲۰۰۹، پس از انتخابات فدرال سال ۲۰۰۹ به کار خود پایان داد و متعاقب آن دولت دوم مرکل کار خود را آغاز کرد.

## ترکیب دولت
کابینه فدرال از این وزرا تشکیل شده بود:
| مقام                                               | نام | نام                     | آغاز تصدی      | پایان تصدی          | حزب سیاسی                   |
| -------------------------------------------------- | --- | ----------------------- | -------------- | ------------------- | --------------------------- |
| صدراعظم                                            |     | آنگلا مرکل              | ۲۲ نوامبر ۲۰۰۵ | دولت دوم آنگلا مرکل | اتحادیه دموکرات مسیحی آلمان |
| معاون صدراعظم                                      |     | فرانتس مونتفرینگ        | ۲۲ نوامبر ۲۰۰۵ | ۲۱ نوامبر ۲۰۰۷      | حزب سوسیال دموکرات آلمان    |
| معاون صدراعظم                                      |     | فرانک والتر اشتاین‌مایر  | ۲۱ نوامبر ۲۰۰۷ | ۲۷ اکتبر ۲۰۰۹       | حزب سوسیال دموکرات آلمان    |
| وزیر امور خارجه                                    |     | فرانک والتر اشتاین‌مایر  | ۲۲ نوامبر ۲۰۰۵ | ۲۷ اکتبر ۲۰۰۹       | حزب سوسیال دموکرات آلمان    |
| وزارت کار و امور اجتماعی                           |     | فرانتس مونتفرینگ        | ۲۲ نوامبر ۲۰۰۵ | ۲۱ نوامبر ۲۰۰۷      | حزب سوسیال دموکرات آلمان    |
| وزارت کار و امور اجتماعی                           |     | اولاف شولتس             | ۲۱ نوامبر ۲۰۰۷ | ۲۷ اکتبر ۲۰۰۹       | حزب سوسیال دموکرات آلمان    |
| وزارت محیط زیست، حفاظت طبیعت و ایمنی هسته ای آلمان |     | زیگمار گابریل           | ۲۲ نوامبر ۲۰۰۵ | ۲۷ اکتبر ۲۰۰۹       | حزب سوسیال دموکرات آلمان    |
| وزیر اقتصاد و فناوری                               |     | میشائیل گلوس            | ۲۲ نوامبر ۲۰۰۵ | ۱۰ فوریه ۲۰۰۹       | اتحادیه سوسیال-مسیحی بایرن  |
| وزیر اقتصاد و فناوری                               |     | کارل تئودور تسو گوتنبرگ | ۱۰ فوریه ۲۰۰۹  | ۲۷ اکتبر ۲۰۰۹       | اتحادیه سوسیال-مسیحی بایرن  |
| وزیر دفاع                                          |     | فرانتس یوزف یونگ        | ۲۲ نوامبر ۲۰۰۵ | ۲۷ اکتبر ۲۰۰۹       | اتحادیه دموکرات مسیحی آلمان |
| وزیر امور خانواده، سالمندان، زنان و جوانان         |     | اورزولا فن در لاین      | ۲۲ نوامبر ۲۰۰۵ | دولت دوم مرکل       | اتحادیه دموکرات مسیحی آلمان |
| وزیر امور خاص و رئیس دفتر صدراعظم                  |     | توما دو مزیر            | ۲۲ نوامبر ۲۰۰۵ | ۲۷ اکتبر ۲۰۰۹       | اتحادیه دموکرات مسیحی آلمان |
| وزیر کشور                                          |     | ولفگانگ شویبله          | ۲۲ نوامبر ۲۰۰۵ | ۲۷ اکتبر ۲۰۰۹       | اتحادیه دموکرات مسیحی آلمان |
| وزیر آموزش و پژوهش                                 |     | آنته شاوان              | ۲۲ نوامبر ۲۰۰۵ | دولت دوم مرکل       | اتحادیه دموکرات مسیحی آلمان |
| وزارت بهداشت                                       |     | اولا اشمیت              | ۲۲ نوامبر ۲۰۰۵ | ۲۷ اکتبر ۲۰۰۹       | حزب سوسیال دموکرات آلمان    |
| وزیر غذا، کشاورزی و حمایت از مصرف‌کننده             |     | هورست زیهوفر            | ۲۲ نوامبر ۲۰۰۵ | ۳۱ اکتبر ۲۰۰۸       | اتحادیه سوسیال-مسیحی بایرن  |
| وزیر غذا، کشاورزی و حمایت از مصرف‌کننده             |     | ایلزه آیگنر             | ۳۱ اکتبر ۲۰۰۸  | دولت دوم مرکل       | اتحادیه سوسیال-مسیحی بایرن  |
| وزیر اقتصاد                                        |     | پر اشتاینبروک           | ۲۲ نوامبر ۲۰۰۵ | ۲۷ اکتبر ۲۰۰۹       | حزب سوسیال دموکرات آلمان    |
| وزیر حمل و نقل و زیرساخت‌های دیجیتال                |     | ولفگانگ تیفنزی          | ۲۲ نوامبر ۲۰۰۵ | ۲۷ اکتبر ۲۰۰۹       | حزب سوسیال دموکرات آلمان    |
| وزارت همکاری‌های اقتصادی و توسعه                    |     | هایدماری ویچورک تسویل   | ۲۲ نوامبر ۲۰۰۵ | ۲۷ اکتبر ۲۰۰۹       | حزب سوسیال دموکرات آلمان    |
| وزیر دادگستری                                      |     | بریگیته تسیپریس         | ۲۲ نوامبر ۲۰۰۵ | ۲۷ اکتبر ۲۰۰۹       | حزب سوسیال دموکرات آلمان    |

## تشکیل ائتلاف بزرگ
بعد از انتخابات فدرال ۲۰۰۵، هیچ‌کدام از احزاب اتحادیه دموکرات مسیحی/سوسیال مسیحی بایرن (به همراه حزب سنتی ائتلافی خود دموکرات آزاد) و حزب سوسیال دموکرات (به همراه حزب سبز) موفق به رسیدن به حدنصاب کرسی‌های بوندستاگ برای تشکیل دولت اکثریت نشدند. به همین جهت حزب اتحادیه و حزب سوسیال دموکرات تصمیم گرفتند که دومین ائتلاف بزرگ خود را در تاریخ جمهوری فدرال آلمان تشکیل دهند. درصد آرای حزب اتحادیه و حزب سوسیال دموکرات در انتخابات فدرال بسیار نزدیک به هم بود؛ حزب اتحادیه ۳۵/۲٪ و حزب سوسیال دموکرات ۳۴/۲٪ آرا را نصیب خود کردند. در مذاکرات تشکیل دولت قرار شد که هر یک از احزاب دولت ائتلافی، هشت وزارت‌خانه را در اختیار بگیرد. (اتحادیه دموکرات مسیحی ۶ وزارت‌خانه و اتحادیه سوسیال مسیحی بایرن ۲ وزارت خانه). حزب سوسیال دموکرات در روز ۱۳ اکتبر و حزب اتحادیه در روز ۱۷ اکتبر وزرای پیشنهادی خود را معرفی کردند.
ادموند اشتویبر از اتحادیه سوسیال مسیحی بایرن که به‌عنوان وزیر فدرال اقتصاد و فناوری پیشنهاد شده بود در روز ۱ نوامبر از درخواست برای تصدی این وزارت‌خانه انصراف داد. موافقت‌نامه دولت ائتلافی در کنگره‌های حزبی دموکرات مسیحی، سوسیال مسیحی و سوسیال دموکرات در روزهای ۱۲ تا ۱۴ نوامبر مورد موافقت قرار گرفت. در روز ۲۲ نوامبر ۲۰۰۵ آنگلا مرکل از اتحادیه دموکرات مسیحی با ۳۹۷ رای موافق در مقابل ۲۰۲ رای مخالف در بوندستاگ به‌عنوان صدراعظم آلمان برگزیده شد.